# ゼッケンNO.1スタートだ
ゼッケンNO.1スタートだ（ゼッケンナンバーワンスタートだ）は、1964年9月20日にビクターレコードより発売された橋幸夫の56枚目のシングルである（SV-96)。

## 概要
- 1960年『潮来笠』でデビュー後、『江梨子』や『いつでも夢を』では青春歌謡路線に進出した橋は、この年（65年）8月、『恋をするなら』（作詞佐伯孝夫、作曲吉田正）をリリースし、新たにリズム歌謡を開拓した。
- 本作は、このリズム歌謡の2曲目で、作詞、作曲は佐伯孝夫、吉田正の恩師コンビに変わりはない。歌詞は四輪自動車のグランプリレースを題材としている。
- 第1作の『恋をするなら』はサーフィンであったが、第2作の『ゼッケンNO.1スタートだ』はホットロッドとされている。橋は年内にもう1曲『チェッ・チェッ・チェッ -涙にさよならを-』を発表するが、これはサブロックのリズムで制作されている。なお橋は、翌年にも『あの娘と僕（スイム・スイム・スイム）』などを発表し、一連のリズム歌謡で、第7回日本レコード大賞企画賞を獲得している[2]。
- 本楽曲はリズム歌謡の2作目とされているが、実際には本楽曲が1作目で、『恋をするなら』より前に制作されている[3]。また、吉田の作品は詩が先行するが、本楽曲と『恋をするなら』はメロディ先行型であった[3]。
- 本楽曲はビクターの名物ディテクターであった磯部健男が担当した。磯部は、それまで橋の担当ではなかったが、「俺にやらせろ、俺にやらせたらおもしろいぞ」といって、いきなり橋にクルマの音ばかり聞かし、「これを使うんだ、エンジンをの音をふかしたやつを入れるんだよ」[4]と話し、橋は「どのくらい入れるのかと思ったら、もう全編だった」と回想している[4]。（磯部は、後に、橋の103枚目のシングル『京都・神戸・銀座』をプロデュースし、ヒットさせている。）
- 8月にリリースされた『恋をするなら』の翌月発売で、並行販売となり、『平凡』『明星』とも『恋をするなら』がランキング1位を長期にわたって占め、このため本楽曲は、最高順位5位にとどまった。
- 1965年5月時点で24万枚を売り上げている[5]。
- 小野善太郎は本楽曲を『恋をするなら』より「さらにすごい」とし、「従来の歌謡曲をはみ出している.........橋さんの手にかかると、むしろ歌謡曲の境界が広がったという感じ」としている[4]
- c/wの「外人墓地」も佐伯、吉田による楽曲である。A面とは対照的な従来型の曲調である。この年の橋のシングルリリースは前年に続き15枚に達した（翌年も15枚）[6]。

## 収録曲
1. ゼッケンNO.1スタートだ
作詞：佐伯孝夫、作・編曲：吉田正
2. 外人墓地
作詞：佐伯孝夫、作・編曲：吉田正

## 収録アルバム
- 『SWIM！ SWIM！ SWIM！』（2005年7月21日）VICL-61713
- 『元祖！リズム歌謡』（2005年6月29日）VICL-61686
- 『橋幸夫が選んだ橋幸夫ベスト40曲』（2000年10月4日）VICL-60641～2
- 『＜TWIN BEST＞』（1998年11月6日）VICL-41033～4
- 『橋幸夫全曲集』（1993年10月27日）VICL-453
......その他